# Unmasked
Unmasked är ett musikalbum av hårdrocksgruppen Kiss, utgivet den 20 maj 1980. Det är gruppens tolfte studioalbum.
Trots att trummisen Peter Criss figurerar på omslaget, har han ingen del i detta album. Trummor spelas istället av Anton Fig. Ace Frehley sjunger på tre låtar: "Talk to Me", "Two Sides of the Coin" och "Torpedo Girl". 

## Låtförteckning
| 1. | Is That You?                   | Gerard McMahon                                 | 3:59 |
| 2. | Shandi                         | Paul Stanley, Vini Poncia                      | 3:36 |
| 3. | Talk to Me                     | Ace Frehley                                    | 4:00 |
| 4. | Naked City                     | Gene Simmons, Poncia, Bob Kulick, Peppy Castro | 3:49 |
| 5. | What Makes the World Go 'Round | Stanley, Poncia                                | 4:14 |

| 6.  | Tomorrow               | Stanley, Poncia | 3:18 |
| 7.  | Two Sides of the Coin  | Frehley         | 3:16 |
| 8.  | She's So European      | Simmons, Poncia | 3:30 |
| 9.  | Easy as It Seems       | Stanley, Poncia | 3:24 |
| 10. | Torpedo Girl           | Frehley, Poncia | 3:44 |
| 11. | You're All That I Want | Simmons, Poncia | 3:04 |

## Medverkande
- Gene Simmons – elbas, sång, kompgitarr på "You're All That I Want"
- Paul Stanley – kompgitarr, sång, sologitarr på "Is That You?", "What Makes the World Go 'Round", "Easy as It Seems" och "You're All That I Want", elbas på "Tomorrow" och "Easy as It Seems"
- Ace Frehley – sologitarr, sång, elbas på "Talk to Me", "Two Sides of the Coin" och "Torpedo Girl"
- Anton Fig – trummor
- Vini Poncia – keyboard, bakgrundssång
- Tom Harper – elbas ("Shandi")
- Holly Knight – keyboard ("Shandi")